# Годеново
Годе́ново — село Ростовского района Ярославской области, входит в состав сельского поселения Петровское.

## География
Расположено в 13 км на восток от посёлка Петровское и в 31 км на юг от Ростова.

## История
Местная каменная пятиглавая церковь с колокольней построена прихожанами в 1794 году с двумя престолами: св. Иоанна Златоустого и Боголюбской Пресвятой Богородицы. До этого здесь находилась церковь деревянная, которая по причине ветхости была разрушена. С 1876 года в селе было открыто сельское училище.
В конце XIX — начале XX село входило в состав Перовской волости Ростовского уезда Ярославской губернии. В 1885 году в деревне было 29 дворов.
С 1929 года село входило в состав Захаровского сельсовета Ростовского района, в 1935—1959 годах — в составе Петровского района, с 1954 года — в составе Перовского сельсовета, с 2005 года — в составе сельского поселения Петровское.

## Население
| 1859 | 2007 | 2010 |
| ---- | ---- | ---- |
| 174  | ↘6   | ↘5   |

## Достопримечательности

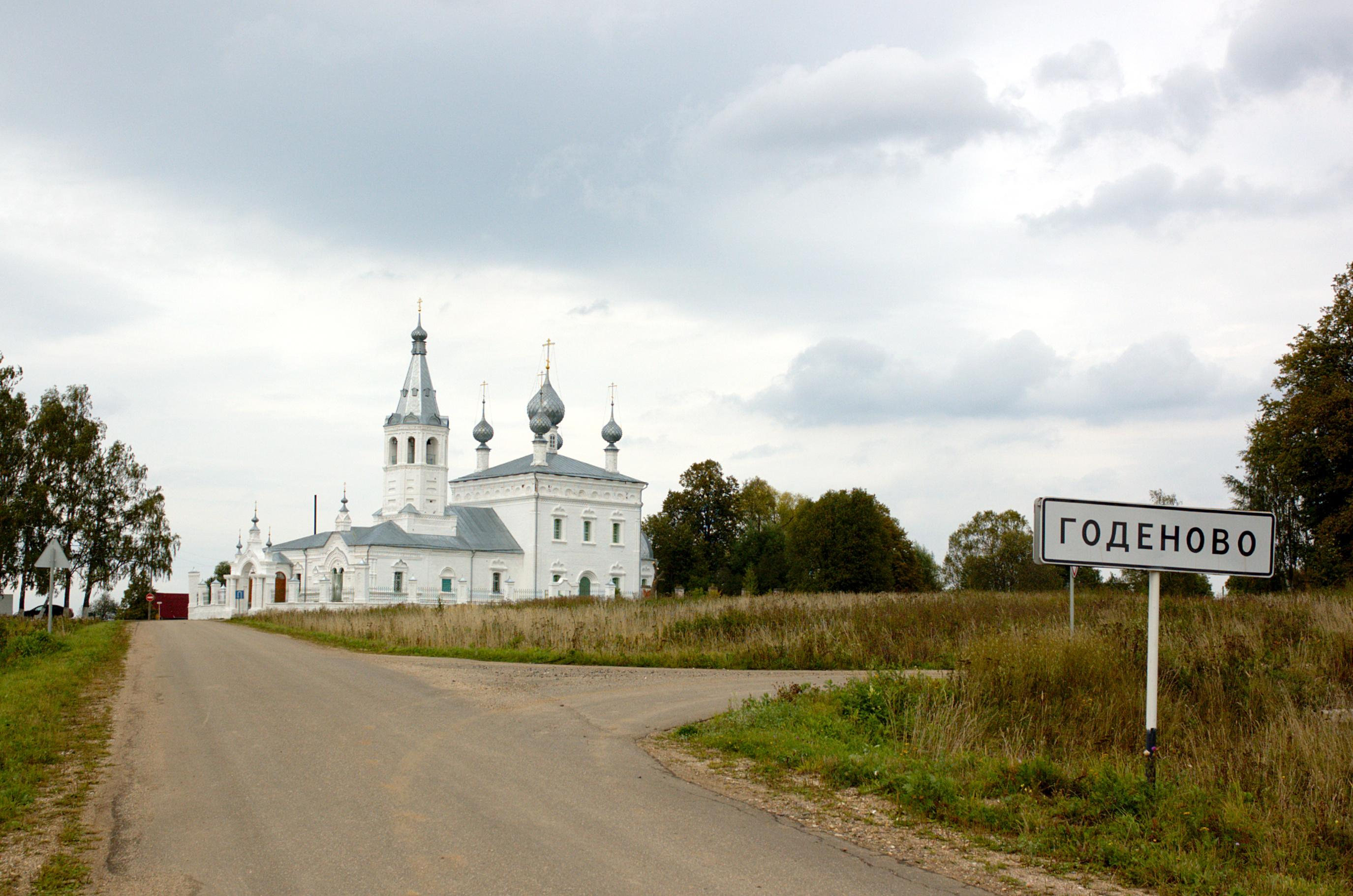
Въезд в Годеново

В селе расположено подворье Никольского женского монастыря с Церковью Иоанна Златоуста (1794) и Церковью Богоявления Господня (2012).